# Intercollegiate Studies Institute
El Intercollegiate Studies Institute (ISI) (en español: Instituto de Estudios Intercolegiados) es una organización educativa sin ánimo de lucro que promueve el pensamiento conservador en los campus universitarios. El ISI defiende las siguientes creencias fundamentales: gobierno limitado, libertad individual, responsabilidad personal, estado de derecho, economía de mercado, libre comercio y valores cristianos tradicionales.

## Historia
El ISI fue fundado en 1953 por Frank Chodorov con William F. Buckley Jr. como su primer presidente. La organización patrocina conferencias y organiza debates en campus universitarios, publica libros y revistas, proporciona financiación y asistencia editorial a una red de periódicos universitarios conservadores y libertarios, y financia becas de posgrado.
En 1953, Frank Chodorov fundó el ISI como la Sociedad Intercolegial de Individualistas, con un joven graduado de la Universidad de Yale, William F. Buckley Jr. como presidente.
Victor Milione, el presidente del ISI con más años de servicio, estableció publicaciones, una red de miembros, un programa de lecturas y conferencias, y un programa de becas para graduados. 
El ISI ha estado enseñando varias formas de conservadurismo intelectual en los campus universitarios desde entonces.
El expresidente del ISI y exfuncionario de la administración Reagan, T. Kenneth Cribb, dirigió el instituto desde 1989 hasta 2011, cuando Christopher G. Long asumió el cargo.  A Cribb se le atribuye la expansión de los ingresos del ISI de un millón de dólares ese año a $13,636,005 dólares en 2005.

## Programas y actividades
El ISI ejecuta una serie de programas en los campus universitarios, incluidas las sociedades de estudiantes y los trabajos de los estudiantes. La organización también organiza conferencias de estilo académico para estudiantes universitarios en varios lugares de los Estados Unidos. 
Además de ofrecer una educación clásicamente liberal a sus estudiantes miembros, el ISI también ejecuta otros programas y publica varios libros, por ejemplo: "A Student's Guide to Liberal Learning", que proporciona una introducción clásica a varias disciplinas.
También lleva a cabo otros eventos, como conferencias, que cuentan con destacados académicos y oradores conservadores, y proporciona fondos para que los estudiantes asistan a estas conferencias. En lo referente a la financiación, el ISI está afiliado al Liberty Fund. 
En el verano de 2005, ISI Books, el sello editorial del ISI, publicó: "It Takes a Family: Conservatism and the Common Good", del senador republicano de Pensilvania Rick Santorum, que se estrenó en el puesto número 13 en la lista de obras más vendidas de The New York Times. 
Algunos pasajes del libro generaron controversia durante la campaña de reelección de Santorum en 2006, así como durante su campaña presidencial de 2012.
El ISI administra el programa Collegiate Network, que ofrece alcance editorial y financiero a estudiantes periodistas conservadores y libertarios.
En el otoño de 2006, el ISI publicó los resultados de su encuesta sobre la enseñanza de la historia y las instituciones de los Estados Unidos en la educación superior. El instituto informó, como sugiere el título, que se avecina una "crisis de ciudadanía".

## Libros
El Instituto de Estudios Intercolegiados opera ISI Books, que publica libros sobre temas conservadores y distribuye varios libros de otras editoriales. La atención se centra principalmente en las humanidades y en los fundamentos de la cultura occidental y en su desafío por parte de la izquierda regresiva.